# Gebze
Gebze è una città della Turchia sita nella provincia di Kocaeli, centro dell'omonimo distretto e parte del comune metropolitano di Kocaeli.

## Storia
Fuori città si trovano pochi resti della città bitinica di Libyssa (oggi Diliskelesi), famosa perché in essa Annibale si tolse la vita.
Proprio in un cortile di una fabbrica locale si trova un mucchio di pietre, che secondo la tradizione è la tomba del condottiero cartaginese.

## Omicidio Pippa Bacca
Qui il 31 marzo 2008 venne brutalmente assassinata la performer italiana Pippa Bacca.

## Amministrazione

### Gemellaggi
- Karakol